# Brandon Vera
Brandon Michael Vera,
né le 10 octobre 1977 à Norfolk en Virginie, est un combattant professionnel de mixed martial arts philippin et américain.
Il a combattu dans la division poids lourds de l'Ultimate Fighting Championship, mais il est aujourd'hui au ONE Championship, organisation dont il est actuellement le champion poids lourds.
Il est également ceinture noire de jiu-jitsu brésilien.

## Palmarès en MMA
| Résultat | Record   | Adversaire          | Méthode                                      | Événement                           | Date              | Round | Temps | Lieu                           | Notes |
| -------- | -------- | ------------------- | -------------------------------------------- | ----------------------------------- | ----------------- | ----- | ----- | ------------------------------ | --- |
| Défaite  | 12-7 (1) | Ben Rothwell        | TKO (coups de poing)                         | UFC 164: Henderson vs. Pettis       | 31 août 2013      | 3     | 1:54  | Milwaukee, États-Unis          | Retour en Heavyweight.                                                                                                   |
| Défaite  | 12-6 (1) | Mauricio Rua        | TKO (coups de poing)                         | UFC on Fox: Shogun vs. Vera         | 4 août 2012       | 4     | 4:09  | Los Angeles, États-Unis        | |
| Victoire | 12-5 (1) | Eliot Marshall      | Décision unanime                             | UFC 137: Penn vs. Diaz              | 29 octobre 2011   | 3     | 5:00  | Las Vegas, États-Unis          | |
| NC       | 11-5 (1) | Thiago Silva        | No contest (dopage positif)                  | UFC 125 : Resolution                | 1er janvier 2011  | 3     | 5:00  | Las Vegas, États-Unis          | La défaite par décision unanime a été changée en « No contest » à la suite du contrôle positif au dopage de Thiago Silva |
| Défaite  | 11-5     | Jon Jones           | TKO (Coup de coude et coups de poing)        | UFC LIVE: Vera vs. Jones            | 21 mars 2010      | 1     | 3:19  | Broomfield, États-Unis         | |
| Défaite  | 11-4     | Randy Couture       | Décision unanime                             | UFC 105 : Couture vs. Vera          | 14 novembre 2009  | 3     | 5:00  | Manchester, Angleterre         | |
| Victoire | 11-3     | Krzysztof Soszynski | Décision unanime                             | UFC 102: Couture vs. Nogueira       | 29 août 2009      | 3     | 5:00  | Portland, États-Unis           | |
| Victoire | 10-3     | Mike Patt           | TKO (Coups de pied aux jambes)               | UFC 96: Jackson vs. Jardine         | 7 mars 2009       | 2     | 1:27  | Columbus, États-Unis           | |
| Défaite  | 9-3      | Keith Jardine       | Décision partagée                            | UFC 89: Bisping vs. Leben           | 18 octobre 2008   | 3     | 5:00  | Birmingham, Angleterre         | |
| Victoire | 9-2      | Reese Andy          | Décision unanime                             | UFC Fight Night 14: Silva vs. Irvin | 19 juillet 2008   | 3     | 5:00  | Las Vegas, États-Unis          | Début en Light Heavyweight.                                                                                              |
| Défaite  | 8-2      | Fabricio Werdum     | TKO (coups de poing)                         | UFC 85: Bedlam                      | 7 juin 2008       | 1     | 4:40  | Londres, Angleterre            | |
| Défaite  | 8-1      | Tim Sylvia          | Décision unanime                             | UFC 77: Hostile Territory           | 20 octobre 2007   | 3     | 5:00  | Cincinnati, États-Unis         | |
| Victoire | 8-0      | Frank Mir           | TKO (coups de poing)                         | UFC 65 : Bad Intentions             | 18 novembre 2006  | 1     | 1:09  | Sacramento, États-Unis         | |
| Victoire | 7-0      | Assuerio Silva      | Soumission (étranglement en guillotine)      | UFC 60: Hughes vs. Gracie           | 27 mai 2006       | 1     | 2:29  | Los Angeles, États-Unis        | |
| Victoire | 6-0      | Justin Eilers       | KO (coup de pied à la tête et coup de genou) | UFC 57 : Liddell vs Couture 3       | 4 février 2006    | 1     | 1:25  | Las Vegas, États-Unis          | |
| Victoire | 5-0      | Fabiano Scherner    | KO (coup de genou)                           | UFC Ultimate Fight Night 2          | 3 octobre 2005    | 2     | 3:22  | Las Vegas, États-Unis          | |
| Victoire | 4-0      | Mike Whitehead      | TKO (arrêt du médecin)                       | WEC 13 : Heavyweight Explosion      | 22 janvier 2005   | 2     | 1:12  | Lemoore, États-Unis            | Gagne le titre WEC des Heavyweight.                                                                                      |
| Victoire | 3-0      | Andre Mussi         | KO (coups de genou)                          | WEC 13 : Heavyweight Explosion      | 22 janvier 2005   | 1     | 0:51  | Lemoore, États-Unis            | |
| Victoire | 2-0      | Don Richard         | Décision unanime                             | Next Level Fighting 1               | 13 septembre 2003 | 2     | 5:00  | Steubenville, Ohio, États-Unis | |
| Victoire | 1-0      | Adam Rivera         | TKO (coups de poing)                         | Excalibur Fighting 11               | 6 juillet 2002    | 1     | N/A   | Richmond, États-Unis           | |